# Sfinks (Podzamcze)

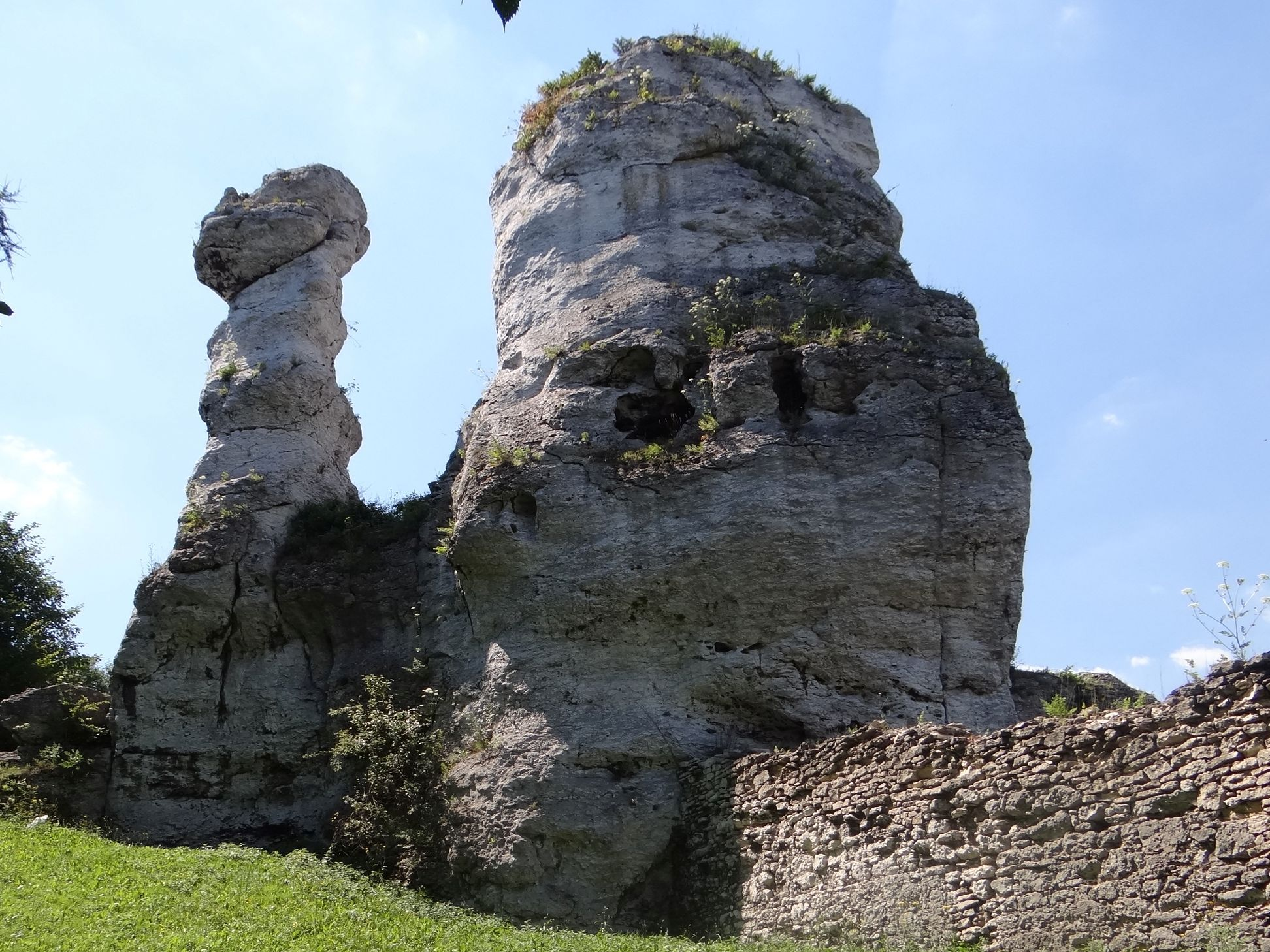
Lalka i Sfinks (po prawej)

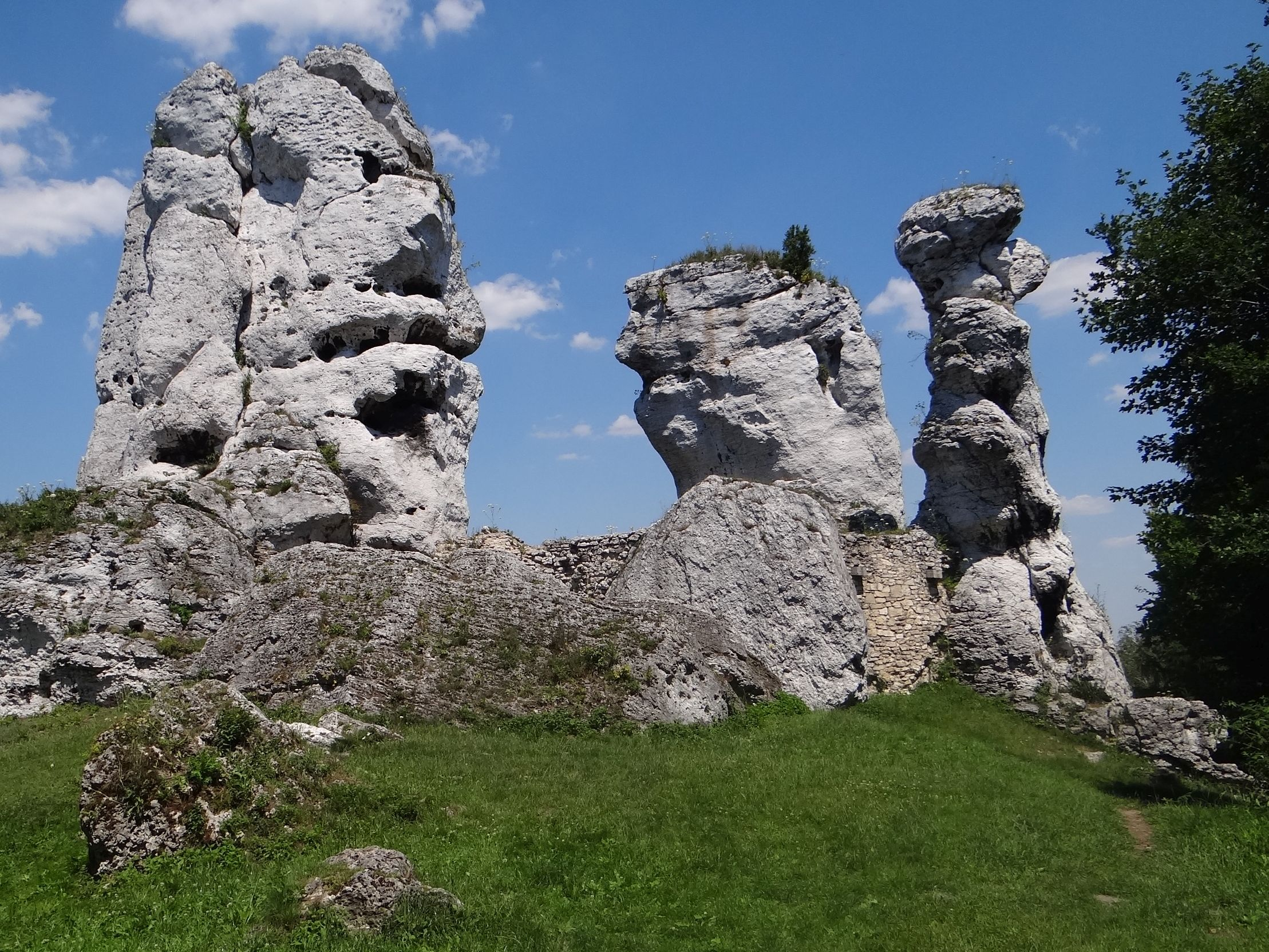
Od lewej: Niedźwiedź, Sfinks i Lalka

Sfinks – skała w miejscowości Podzamcze w województwie śląskim, w powiecie zawierciańskim, w gminie Ogrodzieniec. Znajduje się przy zewnętrznych murach Zamku Ogrodzieniec, w południowo-wschodnim narożniku jego przedzamcza. Wraz z sąsiednią skałą Lalką nazywane są Dwiema Siostrami, znajdują się bowiem tuż obok siebie i mają wspólną podstawę. Obok nich znajduje się trzecia skała – Niedźwiedź.
Sfinks znajduje się na terenie otwartym. Zbudowany jest z wapieni, ma postać słupa, wysokość 12 m, ściany połogie i pionowe z filarem. Na południowej ścianie wspinacze skalni poprowadzili jedną drogę wspinaczkową (Trawers Sfinksa) o trudności V w skali Kurtyki. Wspinacze skalni traktują Lalkę i Sfinksa jako jedną skałę.
Obok Lalki, Niedźwiedzia i Sfinksa biegnie Szlak Orlich Gniazd – jeden z głównych szlaków turystycznych Wyżyny Krakowsko-Częstochowskiej.